# Хафизова, Расиха Сафаргалеевна
Хафизова Расиха Сафаргалеевна (29 октября, 1942 год, Новые Ишлы, Миякинский район, Башкирская АССР)- советский, российский государственный и общественный деятель. Заслуженный работник культуры Республики Башкортостан(1996). Награждена двумя орденами «Знак Почёта» (1976, 1981), медалью «За трудовую доблесть» (1970). Почётный гражданин Стерлитамакского района (2003).
Умерла 15.08.2021 года в 1:10.

## Биография
Расиха Сафаргалеевна Хафизова (Хафизова Рәсихә Сәфәрғәли ҡыҙы) родилась 29 октября 1942 год прожила долгу и счастливую жизнь в деревне Новые Ишлы Миякинского района Башкирской АССР. Умерла 15.08.2021 года в доме своей старшей дочери после долгой болезни. За ней присматривала старшая дочь, младшая дочь, внучки и нянечка.
Отец погиб во время битвы на Курской дуге (1943), мать умерла от болезни в 1945 году. Шестерых детей-сирот определили в детский дом  села Толбазы Аургазинского района.
Расиха хорошо училась, принимала активное участие во всех делах в детском доме и школе, была избрана председателем Детского совета Толбазинского детдома. За хорошую учёбу и активное участие в общественной работе была награждена путевкой во Всесоюзный пионерский лагерь «Артек».
В 1961 году Расиха Сафаргалеевна окончила Толбазинскую среднюю школу. Её трудовая деятельность началась в родном детском доме. В 1961—1963 годах она работала воспитателем в детском доме и параллельно заочно училась в Стерлитамакском педагогическом институте.
В 1963—1965 годах работала учителем немецкого языка в Рязановской средней школе Стерлитамакского района. Была избрана секретарём комсомольской организации школы.

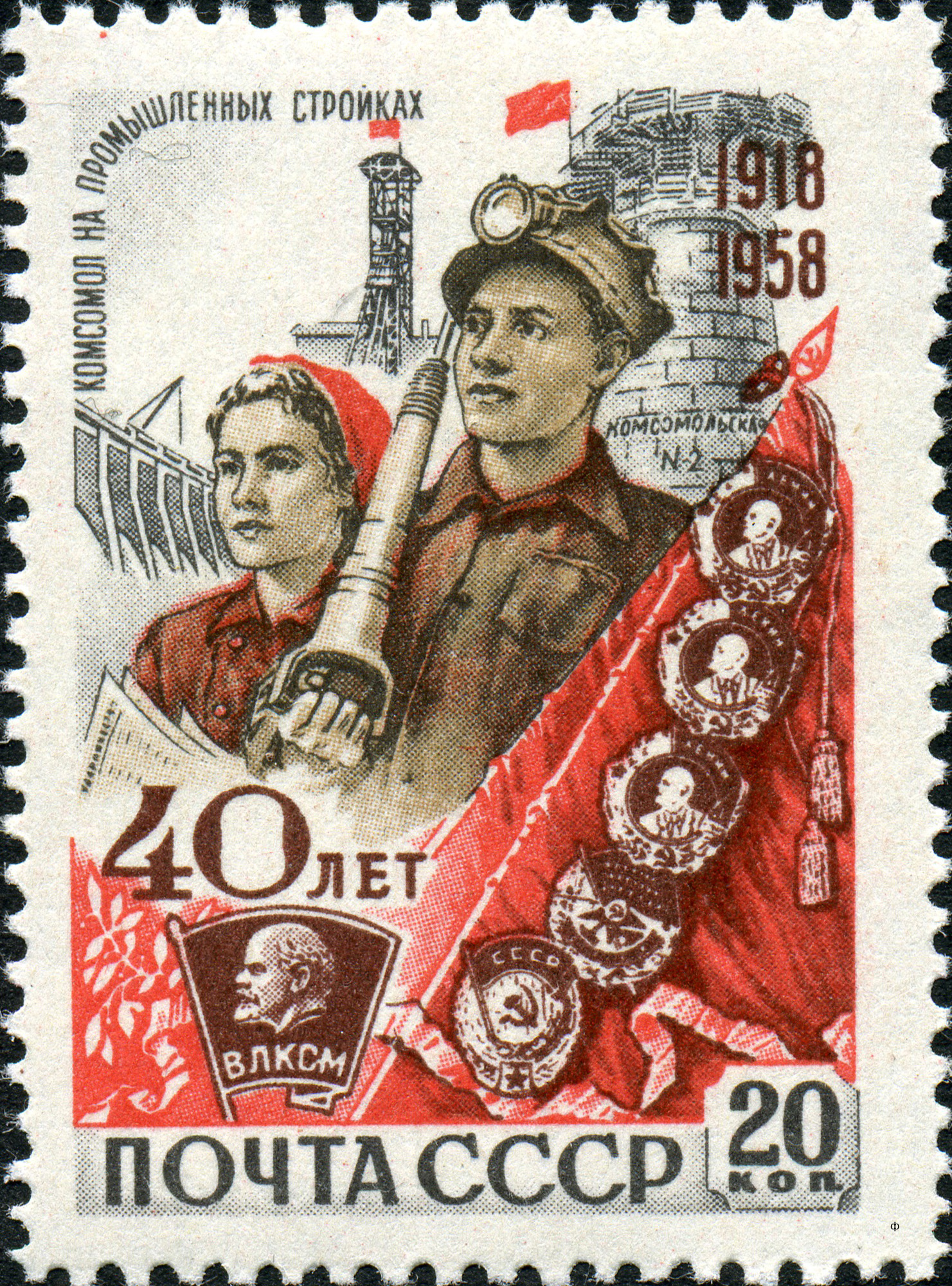
40 лет ВЛКСМ (марка)

В 1965 году по предложению первого секретаря Стерлитамакского райкома КПСС Ф. И. Машкина была избрана секретарем Стерлитамакского райкома ВЛКСМ, затем вторым секретарём и первым секретарём райкома комсомола (1965—1971).
В 1969 году окончила Стерлитамакский государственный педагогический институт.
С 1971 по 1990 годы работала инструктором, третьим секретарём Стерлитамакского райкома КПСС (третий секретарь отвечал за идеологическую работу).
В непростые для страны 1990—1997 годы была заместителем председателя Стерлитамакского районного Совета, занималась такими важными направлениями, как народное образование, здравоохранение, спорт, печать, органы правопорядка .
Стерлитамакский район — один из крупных, ведущих районов Республики Башкортостан, к руководителям которого предъявляются большие требования. Расиха Сафаргалеевна обладала всеми необходимыми для руководителей такого района профессиональными, волевыми и моральными качествами. Люди знали, что к Хафизовой всегда можно обратиться со своими проблемами. Она, будучи мудрым и вдумчивым человеком с яркими организаторскими способностями, заслужила искреннее уважение жителей района.
Расиха Сафаргалеевна всегда увлекалась шахматами и стрельбой, добивалась хороших результатов. Находясь на пенсии, Расиха Сафаргалеевна продолжает участвовать в общественной жизни района.
Хотя детство Расихи Хафизовой было непростым, её личная жизнь сложилась удачно.
Супруг-Ильгизар Хазиевич. Умер в 2008 году в больнице. Дочери: Резеда (кандидат, доцент исторических наук), Гузель (провизор, фельдшер). Имеет трёх внучек и одного внука. Старшая внучка-Кантимирова Розалия Рустамовна(2001 г.). Следующая Кайбушева Аделина Эльмировна(2004 г.). Кантимирова Камила Рустамовна(2006 г.) и младший, внук-Кайбушев Дамир Эльмирович(2008 г.)
Расиха Сафаргалеевна Хафизова- Заслуженный работник культуры Республики Башкортостан (1996), «Ветеран труда» (1981). Награждена двумя орденами «Знак Почёта» (1976, 1981), медалью «За трудовую доблесть» (1970).
Звание «Почётный гражданин Стерлитамакского района» ей было присвоено в 2003 году.

## Почётные звания
- Заслуженный работник культуры Республики Башкортостан (1996),
- Ветеран труда" (1981).
- Почётный гражданин Стерлитамакского района (2003)

## Награды
- Два ордена «Знак Почёта» (1976, 1981).
- Медаль «За трудовую доблесть» (1970).